# NGC 3519
NGC 3519 (również OCL 844 lub ESO 128-SC30) – gromada otwarta znajdująca się w gwiazdozbiorze Kila. Odkrył ją John Herschel 14 marca 1834 roku. Jest położona w odległości ok. 6,5 tys. lat świetlnych od Słońca.